# Jason Adam
Jason Kendall Adam (Omaha, 4 agosto 1991) è un giocatore di baseball statunitense, di ruolo lanciatore, che gioca per i San Diego Padres (MLB).
In precedenza ha giocato in MLB con Kansas City Royals, Toronto Blue Jays, Chicago Cubs e Tampa Bay Rays. Nel 2025 Adam è stato selezionato per partecipare all'All-Star Game per la prima volta nella sua carriera.